# Elizabeth Beisel
Elizabeth Beisel (Saunderstown (Rhode Island), 18 augustus 1992) is een Amerikaanse voormalig zwemster. Ze vertegenwoordigde haar vaderland op de Olympische Zomerspelen 2008 in Peking, op de Olympische Zomerspelen 2012 in Londen en op de Olympische Zomerspelen 2016 in Rio de Janeiro.

## Carrière
Bij haar internationale debuut, op de Pan Pacific kampioenschappen zwemmen 2006 in Victoria, eindigde Beisel als vijfde op de 200 meter rugslag en werd ze uitgeschakeld in de series van de 100 meter rugslag en de 200 en de 400 meter wisselslag.
Op de wereldkampioenschappen zwemmen 2007 in Melbourne strandde de Amerikaanse in de halve finales van de 200 meter rugslag.
Tijdens de Amerikaanse Olympische Trials in Omaha, Nebraska eindigde Beisel als tweede op zowel de 200 meter rugslag als de 400 meter wisselslag, door deze resultaten kwaliceerde ze zich voor de Spelen. In Peking eindigde de Amerikaanse als vierde op de 400 meter wisselslag en als vijfde op de 200 meter rugslag.
In Rome nam Beisel deel aan de wereldkampioenschappen zwemmen 2009, op dit toernooi veroverde ze de bronzen medaille op de 200 meter rugslag en eindigde ze als vijfde op de 400 meter wisselslag.
Op de Pan Pacific kampioenschappen zwemmen 2010 in Irvine sleepte de Amerikaanse de gouden medaille in de wacht op zowel de 200 meter rugslag als de 400 meter wisselslag, daarnaast werd ze uitgeschakeld in de series van de 100 meter rugslag en de 200 meter wisselslag.
Tijdens de wereldkampioenschappen zwemmen 2011 in Shanghai legde Beisel, op de 400 meter wisselslag, beslag op de wereldtitel, daarnaast eindigde ze als vijfde op de 200 meter rugslag.
In Londen nam de Amerikaanse deel aan de Olympische Zomerspelen van 2012. Op dit toernooi veroverde ze de zilveren medaille op de 400 meter wisselslag en de bronzen medaille op de 200 meter rugslag.
Tijdens de wereldkampioenschappen zwemmen 2013 in Barcelona legde Beisel op de 400 meter wisselslag beslag op de bronzen medaille.
Op de Pan-Pacifische kampioenschappen zwemmen 2014 in Gold Coast behaalde ze de gouden medaille op de 400 meter wisselslag en de bronzen medaille op de 200 meter rugslag, daarnaast eindigde ze als negende op de 200 meter vrije slag en strandde ze in de series van de 200 meter wisselslag. In Doha nam de Amerikaanse deel aan de wereldkampioenschappen kortebaanzwemmen 2014. Op dit toernooi eindigde ze als vierde op de 400 meter wisselslag, als zevende op zowel de 400 meter vrije slag als de 200 meter rugslag en als twaalfde op de 800 meter vrije slag. Op de 4×200 meter vrije slag eindigde ze samen met Shannon Vreeland, Kathleen Baker en Katie Drabot op de vijfde plaats.
Tijdens de wereldkampioenschappen zwemmen 2015 in Kazan werd Beisel uitgeschakeld in de halve finales van de 200 meter rugslag en in de series van de 400 meter wisselslag.
Op de Olympische Zomerspelen van 2016 in Rio de Janeiro eindigde ze als zesde op de 400 meter wisselslag.
In Boedapest nam de Amerikaanse deel aan de wereldkampioenschappen zwemmen 2017. Op dit toernooi eindigde ze als zevende op de 400 meter wisselslag. Na dit toernooi beëindigde Beisel haar zwemcarrière.

## Internationale toernooien
| Jaar | Olympische Spelen                  | WK langebaan                          | WK kortebaan                                                                                   | PanPacs                                                                     |
| ---- | ---------------------------------- | ------------------------------------- | ---------------------------------------------------------------------------------------------- | --------------------------------------------------------------------------- |
| 2006 |                                    |                                       | geen deelname                                                                                  | 17e 100m rugslag 5e 200m rugslag 25e 200m wisselslag serie 400m wisselslag  |
| 2007 |                                    | 12e 200m rugslag                      |                                                                                                |                                                                             |
| 2008 | 5e 200m rugslag 4e 400m wisselslag |                                       | geen deelname                                                                                  |                                                                             |
| 2009 |                                    | 200m rugslag · 5e 400m wisselslag     |                                                                                                |                                                                             |
| 2010 |                                    |                                       | geen deelname                                                                                  | serie 100m rugslag · 200m rugslag · serie 200m wisselslag · 400m wisselslag |
| 2011 |                                    | 5e 200m rugslag · 400m wisselslag     |                                                                                                |                                                                             |
| 2012 | 200m rugslag · 400m wisselslag     |                                       | geen deelname                                                                                  |                                                                             |
| 2013 |                                    | 12e 200m wisselslag · 400m wisselslag |                                                                                                |                                                                             |
| 2014 |                                    |                                       | 7e 400m vrije slag 12e 800m vrije slag 7e 200m rugslag 4e 400m wisselslag 5e 4x200m vrije slag | 9e 200m vrije slag · 200m rugslag · serie 200m wisselslag · 400m wisselslag |
| 2015 |                                    | 13e 200m rugslag 12e 400m wisselslag  |                                                                                                |                                                                             |
| 2016 | 6e 400m wisselslag                 |                                       | geen deelname                                                                                  |                                                                             |
| 2017 |                                    | 7e 400m wisselslag                    |                                                                                                |                                                                             |

## Persoonlijke records
Kortebaan
| Afstand          | Tijd    | Datum            | Plaats     |
| ---------------- | ------- | ---------------- | ---------- |
| 100m rugslag     | 59,32   | 17 december 2011 | Atlanta    |
| 200m rugslag     | 2.03,66 | 5 december 2014  | Doha       |
| 200m vlinderslag | 2.07,39 | 19 december 2009 | Manchester |
| 400m wisselslag  | 4.25,56 | 3 december 2014  | Doha       |

Langebaan
| Afstand         | Tijd    | Datum           | Plaats       |
| --------------- | ------- | --------------- | ------------ |
| 100m rugslag    | 1.00,69 | 8 juli 2009     | Indianapolis |
| 200m rugslag    | 2.06,18 | 2 augustus 2012 | Londen       |
| 200m wisselslag | 2.10,75 | 2 augustus 2011 | Stanford     |
| 400m wisselslag | 4.31,27 | 28 juli 2012    | Londen       |